# Malkin Tower

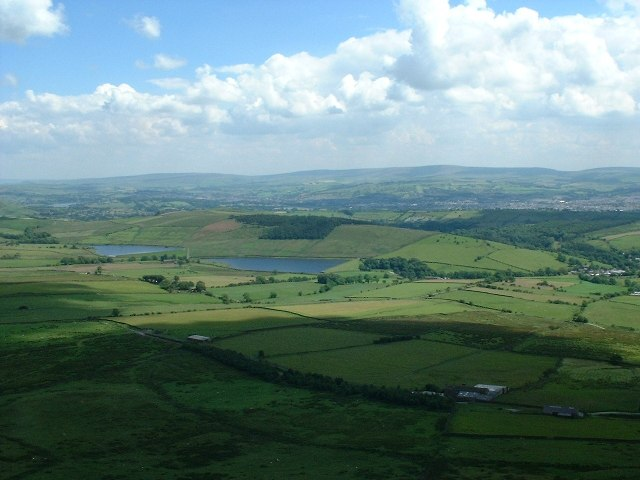
Embalses de Black Moss (a la izquierda), uno de los sitios posibles para la ubicación de la Torre Malkin

La Torre Malkin (en inglés: Malkin Tower) fue la casa de Elizabeth Southerns, también conocida como Demdike, y su nieta Alizon Device, dos de las principales protagonistas en los juicios de brujas de Lancashire de 1612.
Quizás aquelarre las más conocidas supuestas brujas en la historia legal Inglés tuvo lugar en Malkin Tower el 10 de abril de 1612. Ocho de los asistentes fueron posteriormente detenidos y juzgados por haber causado daños por brujería, siete de los cuales fueron condenados y ejecutados. Se cree que Malkin Tower habría estado ubicada cerca del pueblo de Newchurch en Pendle y habría sido demolida poco después de los juicios. La única evidencia firme para su ubicación viene de la versión oficial de la secretaría del tribunal, Thomas Potts, que lo sitúa en algún lugar del bosque de Pendle. Las excavaciones arqueológicas en la zona han podido descubrir los restos confirmados del edificio.
Varias explicaciones se han propuesto para los orígenes de la palabra Malkin. A pesar de su nombre, Malkin Tower es probable que haya sido una simple cabaña.
- Datos: Q6743909